# Bombay Dreams
Bombay Dreams är en svensk komedifilm från 2004 i regi av Lena Koppel.

## Handling
Ebba är adopterad från Indien. Hennes bästis heter Camilla. Ebba undrar över sin biologiska mamma men hennes nya mamma säger att ingen vet vem det är. En dag hittar Ebba ett brev i garderoben från sin biologiska mamma, brev som hennes mamma gömt.

## Rollista
- Gayathri Mudigonda – Ebba
- Nadine Kirschon – Camilla
- Sissela Kyle – Anita
- Peter Dalle – Camillas far
- Viktor Källander – Erik
- Dolly Minhas – Ebbas biologiska mor
- Amit P. Pandey – Rupesh
- Linn Staberg – Katja
- Peter Sjöberg – Rikard